# Tomáš Tujvel
Tomáš Tujvel (Nitra, 19 settembre 1983) è un calciatore slovacco, portiere dell'Honvéd.

## Carriera
Inizia a giocare a calcio con la squadra della sua città natale, il Nitra, facendo tutta la trafila nel settore giovanile fino ad esordire in prima squadra a partire dalla stagione 2001-02. Con il club dell'omonima cittadina slovacca rimane per otto stagioni come secondo portiere in campionato e titolare nella coppa nazionale. Nel 2009 passa agli ungheresi del Videoton, venendo impiegato prima nella squadra riserve e successivamente in prima squadra. Con la squadra di Székesfehérvár in cinque stagioni riesce a vincere la maggior parte dei titoli messi in palio, come un campionato e svariate coppe nazionali. Nella stagione 2014-15 va in prestito al Kecskemét, da titolare seppur giocando una buona stagione tra i pali, non riesce ad evitare la retrocessione della squadra in NBII. La stagione seguente è di nuovo girato in prestito, questa volta al DAC Dunajská Streda, ritornando così in patria a distanza di sette anni. Al termine del campionato scaduto il contratto che lo legava al Videoton, viene acquistato dal Mezőkövesd-Zsóry, ritornando in Ungheria dopo un solo anno di assenza. Dopo una stagione e mezzo arrivate giocata da titolare dopo 39 presenze, il 22 febbraio 2018 viene acquistato nuovamente dal Videoton, che lo inserisce dapprima nella squadra riserve e successivamente in prima squadra come secondo portiere. Qui, seppur da riserva, riesce a vincere nuovamente un campionato ed una coppa nazionale. Il 29 agosto, per sopperire all'infortunio del portiere titolare Robi Levkovich, viene acquistato dall'Honvéd, allenata dall'italiano Giuseppe Sannino, facendogli firmare un contratto biennale. Con buone prestazioni in campionato, grazie al suo ottimo rendimento come i tre rigori parati nella semifinale di Coppa d'Ungheria contro l'MTK Budapest, sarà determinante per battere in finale con il risultato di 2-1 il Mezőkövesd-Zsóry, sua ex squadra, riportando così la coppa nazionale a Kispest dopo 11 anni.

## Palmarès

### Club

#### Competizioni nazionali
- Campionato ungherese: 2

Videoton: 2010-2011, 2017-2018
- Supercoppa d'Ungheria: 2

Videoton: 2011, 2012
- Coppa di Lega ungherese: 1

Videoton: 2011-2012
- Coppa d'Ungheria: 2

MOL Vidi: 2018-2019
Honvéd: 2019-2020